# Silvercraft SH-200
Il Silvercraft SH-200 fu un elicottero leggero prodotto in serie dall'azienda italiana Silvercraft S.p.A. negli anni settanta del XX secolo e rimasto allo stadio di prototipo.

## Storia del progetto
Sulla base del precedente modello SH-4 la società Silvecraft S.p.A., in collaborazione con la Fiat Divisione Aviazione e la SIR - Società Italiana Resine, progettò con l'assistenza di Tom Tjaarda, una versione avanzata del precedente modello, che incorporava notevoli modifiche, tanto che venne designata SH-200. Il prototipo, immatricolato I-SILD, andò in volo per la prima volta il 12 aprile 1977. Nel modello base lo SH-200 era adatto a svolgere collegamento, trasporto utility, sorveglianza di autostrade, oleodotti e elettrodotti, aerofotogrammetria, aeroambulanza, di polizia, e uso agricolo. I collaudi evidenziarono che l'aeromobile era dotato di grande manovrabilità, e una velocità massima di 180 km/h.
Il prototipo fu esibito al Salone dell'aeronautica di Parigi-Le Bourget di quell'anno.

## Descrizione tecnica
Elicottero biposto di costruzione in metallo e vetroresina.  La struttura si compone di tre elementi, cabina, sezione centrale e trave di coda, costruite in lega leggera d'alluminio e vetroresina. La trave di coda costruita dalla SIR interamente in vetroresina ha una serie di ordinate circolari di vario diametro, e termina con un impennaggio di coda a T. Le paratie parafiamma erano in lega di titanio. Il propulsore era un motore Lycoming LHIO-360-C1A da 205 CV a 4 cilindri contrapposti, raffreddati ad aria, erogante la potenza di 205 CV. Il rotore era bipala, e disponeva di una barra stabilizzatrice per il bilanciamento della barra trasversale simile a quella del Bell 47. Le pale erano in legno con tessuto di vetro e incorporano una bandella di acciaio con masse di estremità aumentanti l'inerzia del rotore. Il carrello d'atterraggio si presentava sotto forma di semplici pattini.
La velocità di salita era di 5,9 m/sec, e la velocità di crociera raggiungeva i 128 km/h. La capacità carburante era pari a 200 litri.

## Impiego operativo
Pur riscuotendo interesse il modello SH-200, che non poteva trasportare merci a bordo, non entrò in produzione, e la Silvercraft abbandonò la produzione di elicotteri nel corso del 1979.

### Annotazioni
1. ↑  A causa della mancanza di doppi comandi lo SH-200 non poteva svolgere compiti di addestramento al pilotaggio.

### Fonti
1. 1 2 3  Aviazione & Marina 1977, p. 30.
2. 1 2 3 4 5  Aviastar.
3. 1 2 3 4 5  Planeworlds.
4. ↑  Taylor 1976, pp. 119-120.